# Saint-Étienne-des-Oullières
Saint-Étienne-des-Oullières är en kommun i departementet Rhône i regionen Auvergne-Rhône-Alpes i östra Frankrike. Kommunen ligger i kantonen Belleville som tillhör arrondissementet Villefranche-sur-Saône. År 2022 hade Saint-Étienne-des-Oullières 2 236 invånare.

## Befolkningsutveckling
Antalet invånare i kommunen Saint-Étienne-des-Oullières
| Referens: INSEE |